# Marionina aberrans
Marionina aberrans är en ringmaskart som beskrevs av Finogenova 1973. Marionina aberrans ingår i släktet Marionina och familjen småringmaskar. Inga underarter finns listade i Catalogue of Life.